# Model de cerca d'informació de Kuhlthau
El Model de cerca d'informació de Kuhlthau és un model teòric de comportament relacionat amb la informació, que recull els resultats de recerques des d'un enfocament centrat en les motivacions cognitives i emocionals de l'individu. Aquest model parteix de la premissa que els aspectes cognitius o el punt de vista que cada individu té del món condiciona la forma en què la informació és interpretada i usada. Així, la cerca d'informació s'entén com un procés de construcció en el qual els usuaris progressen des d'un estat d'incertesa d'informació que causa ansietat i falta de confiança, fins a arribar al coneixement. Aquesta base teòrica és una de les més importants en aquesta matèria i ha servit com a orientació cap al disseny d'estratègies d'intervenció en la formació d'usuaris competents, asseient les bases del Comportament Informacional des de finals del segle XX i d'altres àrees de la Documentació.

## Procés de cerca d'informació: Etapes.
La recerca de la nord-americana Carol Kuhlthau Arxivat 2009-10-12 a Wayback Machine. (1993) es basa en una perspectiva constructiva de l'aprenentatge i descriu un procés de cerca d'informació a partir de l'observació realitzada a uns estudiants de secundària a l'hora d'emprendre els seus treballs acadèmics. Com a resultat es descriuen patrons que expliquen l'experiència de l'usuari en el procés de cerca d'informació. Aquest procés s'estructura en 6 etapes: iniciació, selecció, exploració, formulació, col·lecció i presentació. A més cadascuna d'elles és observada des de tres punts de vista amb diferents característiques a nivell l'afectiu (sentiments), el cognitiu (pensament) i el físic (accions). Incorporant en cada etapa la tasca més apropiada que permet avançar d'una a una altra en aquest procés de cerca fins a finalitzar de manera satisfactòria.
| Etapes durant el procés de cerca d'informació | Sentiments comuns per a cada etapa | Pensaments comuns per a cada etapa. | Accions comunes per a cada etapa. | Tasca adequada segons model de KUHLTHAU |
| 1º INICIACIÓ                                  | Incertesa                          | General / Vague                     | Cercar d'informació básica        | Reconèixer                              |
| 2º SELECCIÓ                                   | Optimisme                          | Interesos personals i requerimients |                                   | Identificar                             |
| 3º EXPLORACIÓ                                 | Confusió / Frustració / Dubta      | Cerca del focus                     | Cerca d'informació rellevant      | Investigar                              |
| 4º FORMULACIÓ                                 | Claredat                           | Especific / Més clar                |                                   | Formular                                |
| 5º COL·LECCIÓ                                 | Sentit d'adreça / Confiança        | Increment d'interès                 | Cerca d'informació específica     | Recol·lectar                            |
| 6º PRESENTACIÓ                                | Satisfacció / Decepció             | Major claret / Major especificitat  |                                   | Completar                               |

Segons aquest model, el procés de cerca d'informació comença quan la persona experimenta un sentiment d'incertesa a causa d'una manca d'informació -etapa d'iniciació-. A continuació i una vegada identificat el problema, aquest sentiment es transforma en optimisme -etapa de selecció-. En la següent etapa -etapa d'exploració- augmenta en la persona la sensació de confusió, incertesa i dubte, per la qual cosa es considera l'estadi més difícil tant per a l'usuari com per al professional. Pel que en aquesta etapa s'intenta centrar el problema per adquirir una visió pròpia. Una vegada trobat el focus del problema -etapa de formulació- la incertesa disminueix i es guanyi en confiança. En la següent fase -etapa de col·lecció- s'agrupa tota la informació generada i augmenta la confiança i l'interès pel tema objecto de la cerca. Per finalitzar -etapa de presentació- la cerca ha finalitzat i s'ha adquirit un nou coneixement.

## Zones d'intervenció. Rols de mediació i formació.
D'altra banda aquest model deriva en estratègies per a l'atenció a l'usuari que parteixen del concepte de zona d'intervenció i que es concep com una eina de diagnòstic per determinar els diferents rols que el professional haurà d'assumir en el procés de mediació i/o formació amb l'usuari. D'aquesta manera es defineixen 5 zones d'intervenció: 
| ZONA    | ROL DE MEDIACIÓ | ROL DE FORMACIÓ | TIPUS D'INTERVENCIÓ                                 |
| 1ª ZONA | ORGANIZER       | ORGANIZER       | Sense intervención directa                          |
| 2ª ZONA | LOCATOR         | LECTURER        | Intervernció a una referència rápida                |
| 3ª ZONA | IDENTIFER       | INSTRUCTOR      | Intervernció davant un problema concret             |
| 4ª ZONA | ADVISOR         | TUTOR           | Solucions en ordre de prioritat o seqüència         |
| 5ª ZONA | COUNSELOR       | COUNSELOR       | Assistència segons la información ha d'utilitzar-se |

El rol de la primera zona -Organizer- no requereix una acció directa en els processos de mediació i de formació, però és essencial per facilitar l'accés als recursos de formació. El rol de mediació de la segona zona -Locator- atén a qüestions puntuals i precises a referències ràpides. Per la seva banda el rol de formació -Lecturer- dona orientació sobre serveis, recursos i polítiques d'informació en general. A la tercera zona el rol de mediació -Identifier- atén a problemes informatius concrets que requereixen una cerca àmplia en diverses fonts. El rol de formació -Instructor- se centra en l'ús d'un sol tipus de font orientada a problemes concrets. El rol de mediació de la quarta zona -Advisor- proporciona una sèrie de fonts en ordre de prioritat. El rol de formació en aquesta zona -Tutor- forma en l'ús d'aquestes fonts seguint una seqüència. El rol tant en l'àmbit de la mediació com en el de la formació en la cinquena i última zona -Counselor- presta assistència en la manera que la informació obtinguda ha d'utilitzar-se.